# تاريخ الحرير

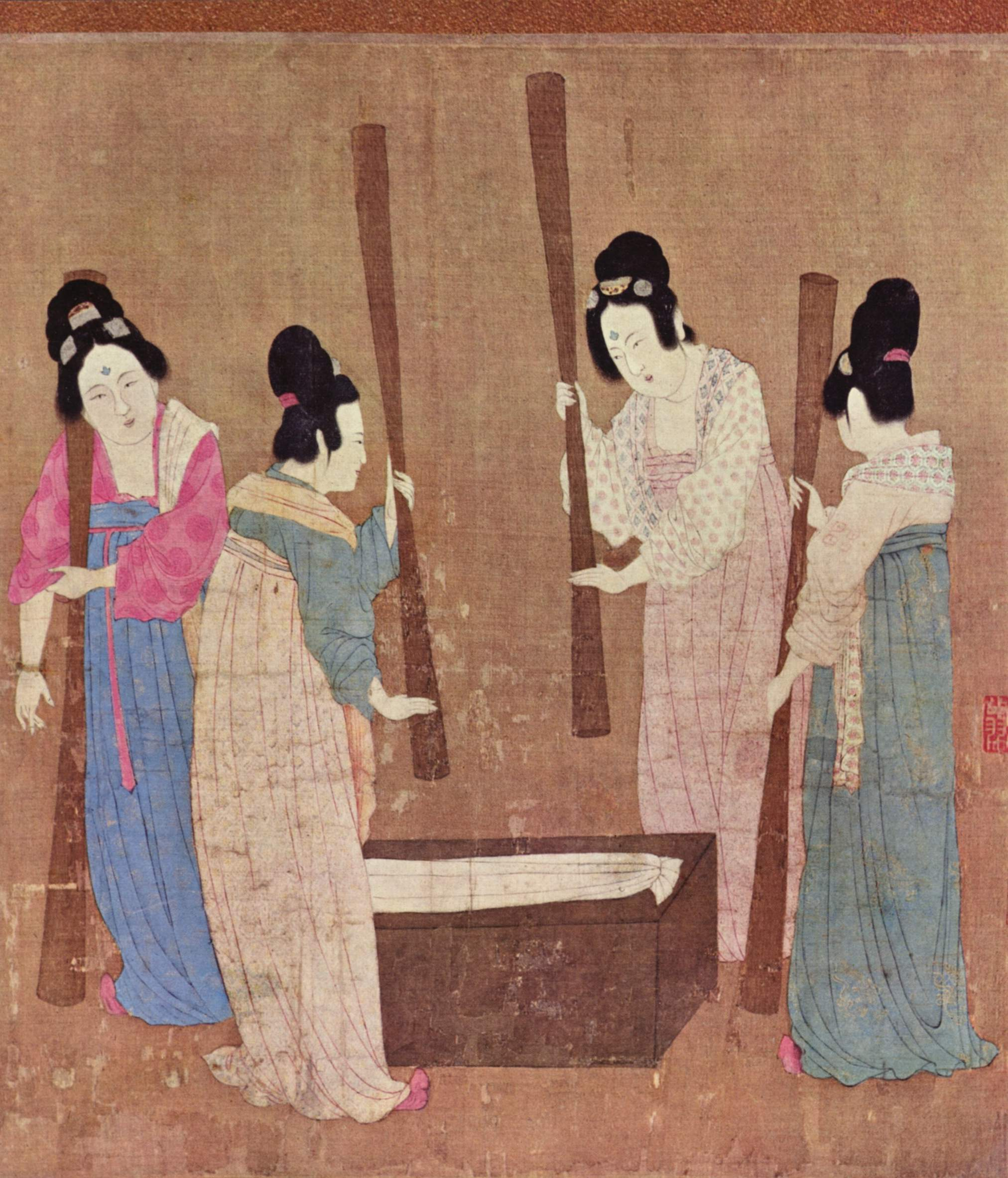
"كورت ليديز" تستعد للحرير المنسوج حديثًا ، وهو رسم حريري صيني للإمبراطور هويزونج أوف سونج ، أوائل القرن الثاني عشر

يعود تاريخ الحرير وفقا لاكتشافات حديثة أجريت في الصين إلى العصر الحجري الحديث (مابين 3000 و 2000 سنة قبل الميلاد). وتعود أقدم قطعة من الحرير اكتشفت في الصين إلى عام 2570 قبل الميلاد).
وكانت الصين قد عرفت الحرير وقامت بانتاجه؛ وظل محصوراً بها حتى فتح طريق الحرير خلال النصف الأخير من الألفية الأولى قبل الميلاد. ثم انفردت بانتاجه لألف سنة أخرى. ولم يقتصر استخدامه فقط في صناعة الملابس، بل كان يستخدم أيضا في الكتابة، كما كانت له استخدامات أخرى.
امتدت زراعة الحرير إلى اليابان حوالي 300 م، وازدهرت صناعته؛ ساعد في ذلك وجود التوت البري بكثرة على أراضيها وهو الغذاء الأوحد لدودة القز. ومع حلول عام 552 م، تمكن البيزنطيون من الحصول على بيض دودة القز واستطاعوا خوض أول تجربة لهم في تربية دود القز. بدأ العرب أيضا في صنع الحرير في نفس الوقت. نتيجة لانتشار تربية دودة القز، أصبحت صادرات الحرير الصينية أقل أهمية، على الرغم من أنها كانت لا تزال تحتفظ بالسيطرة على سوق الحرير الفاخر. جلبت الحروب الصليبية إنتاج الحرير إلى أوروبا الغربية، وخاصة للعديد من الدول الإيطالية، التي شهدت طفرة اقتصادية في تصدير الحرير إلى بقية أوروبا. كما بدأت التغييرات في أساليب التصنيع تحدث خلال العصور الوسطى، مع ظهور أجهزة مثل عجلة الغزل أولاً. خلال القرن السادس عشر، انضمت فرنسا إلى إيطاليا في تطوير تجارة حرير ناجحة، على الرغم من أن جهود معظم الدول الأخرى لتطوير صناعة الحرير الخاصة بها لم تنجح.
لقد غيرت الثورة الصناعية الكثير من صناعة الحرير في أوروبا. بسبب الابتكارات في غزل القطن، وأصبح القطن أرخص بكثير للتصنيع مما أثر سلبا على إنتاج الحرير الذي كان أغلى كلفة. لكن تقنيات النسيج الجديدة، ساهمت بشكل واضح في الزيادة من كفاءة الإنتاج.كان أبرزها منسج جاكارد، الذي استخدم لتطريز الحرير. تسبب وباء العديد من أمراض دودة القز في انخفاض الإنتاج، خاصة في فرنسا، حيث لم تنتعش هذه الصناعة أبدًا. في القرن العشرين استعادت كل من اليابان والصين دورهما السابق في إنتاج الحرير، وأصبحت الصين الآن مرة أخرى أكبر منتج للحرير في العالم. قلص ظهور أقمشة جديدة مثل النايلون من انتشار الحرير في جميع أنحاء العالم، وأصبح الحرير الآن مرة أخرى سلعة فاخرة نادرة، وأقل أهمية بكثير مما كان عليه في عصره.

## التاريخ المبكر

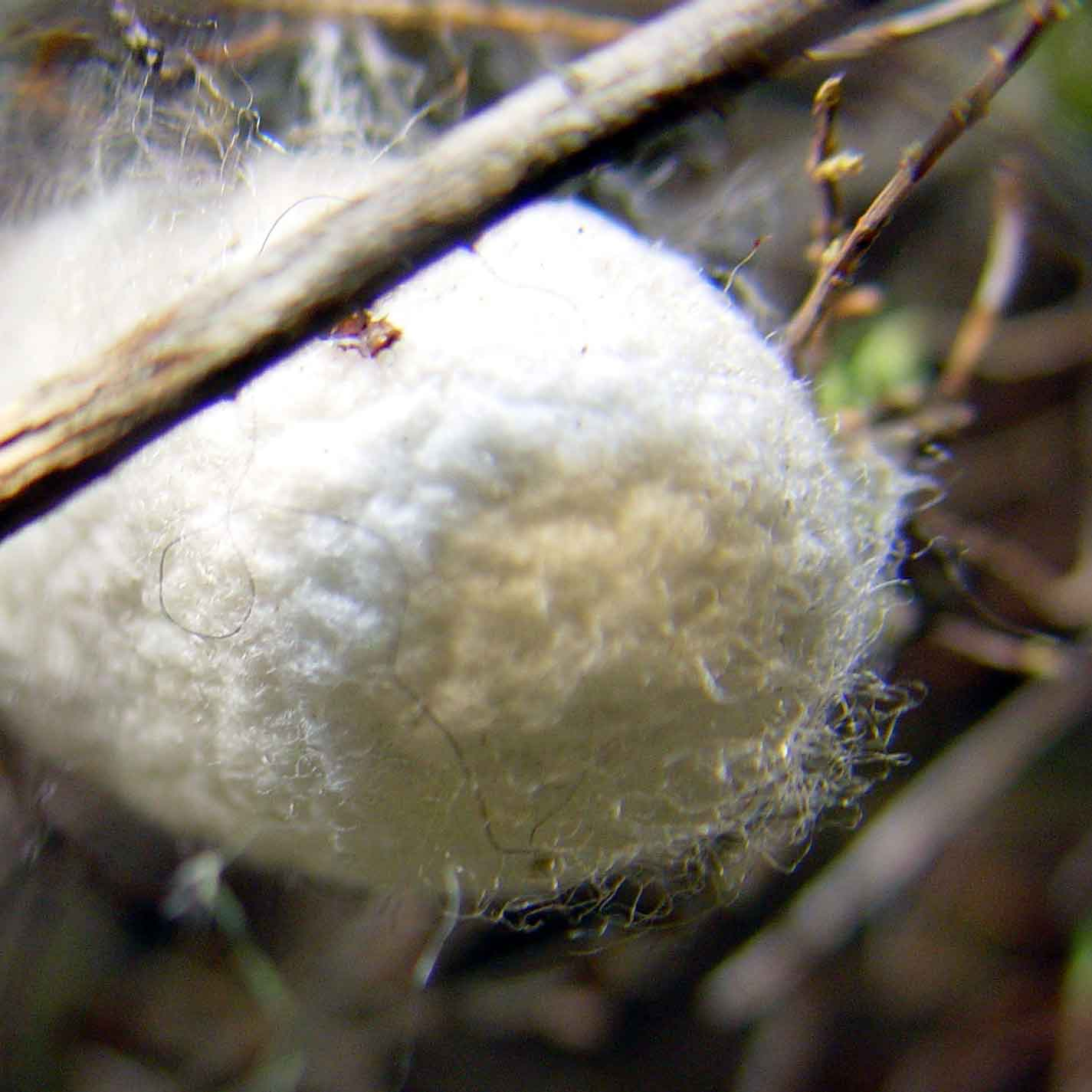
شرنقة دودة القز

### أول ظهور للحرير
سمحت الاكتشافات الحديثة بالعثور على أول دليل للحرير في مواقع ثقافة يانغشو في مقاطعة شيا، شانشي، حيث تم العثور على شرنقة حرير مقطعة إلى النصف بسكين حاد، يعود تاريخها إلى ما بين 4000 و 3000 قبل الميلاد. تم التعرف على هذا النوع باسم دودة القز ، الدودة القزّية المستأنسة. يمكن أيضًا رؤية شظايا النول البدائي من مواقع ثقافة Hemudu في يوياو، بمقاطعة تشجيانغ، والتي يرجع تاريخها إلى حوالي 4000 قبل الميلاد. أقدم مثال على الأقمشة الحريرية هو من عام 3630 قبل الميلاد، وكان يستخدم كالتفاف لجسم الطفل. نسيج يأتي من Yangshao الموقع في Qingtaicun في Rongyang، خنان. تم العثور على قصاصات من الحرير في أحد مواقع ثقافة Liangzhu في Qianshanyang في Huzhou ، بمقاطعة Zhejiang ، التي يعود تاريخها إلى عام 2700 قبل الميلاد. تم العثور على شظايا أخرى من المقابر الملكية في عهد أسرة شانغ (من 1600 إلى 1046 قبل الميلاد).
خلال الحقبة اللاحقة، فقد الصينيون سرهم في صناعة الحرير حيث تمكن الكوريون، واليابانيون، ثم الهنود، من اكتشاف طريقة صنع الحرير. تشير التلميحات إلى النسيج في العهد القديم إلى أنه كان معروفًا في غرب آسيا في الأزمنة التوراتية. يعتقد العلماء أن الصينيين بدأوا في القرن الثاني قبل الميلاد إنشاء شبكة تجارية تهدف إلى تصدير الحرير إلى الغرب. تم استخدام الحرير، على سبيل المثال، من قبل البلاط الفارسي وملكها، داريوس الثالث، عندما غزا الإسكندر الأكبر الإمبراطورية. على الرغم من أن الحرير انتشر بسرعة في جميع أنحاء أوراسيا، مع استثناء محتمل لليابان، ظل إنتاجه صينيًا حصريًا لمدة ثلاثة آلاف عام.

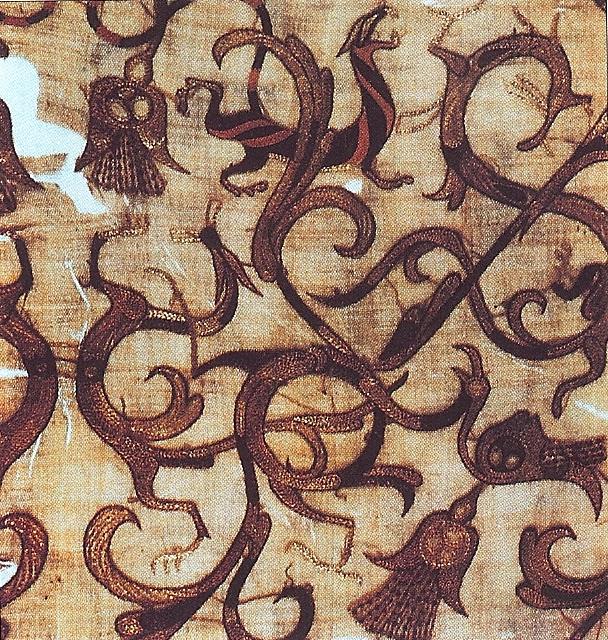
تفاصيل طقوس الحرير والملابس من القرن الرابع قبل الميلاد ، عهد تشو ، الصين

### الخرافات والأساطير

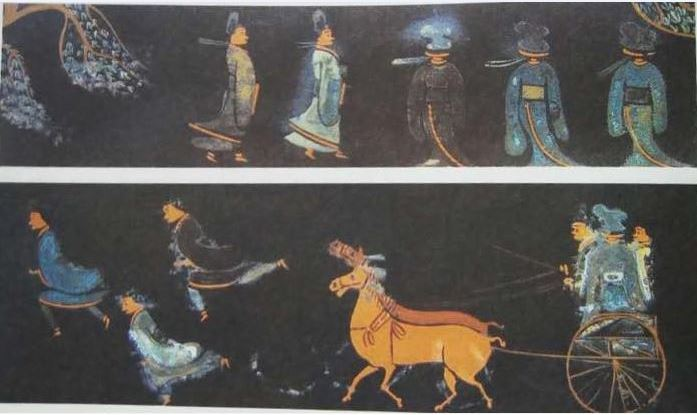
A كية اللوحة من جينغمن قبر (الصينية:荊門楚墓؛ بينيين: جينغمن chǔ مو) من دولة تشو (704-223 قبل الميلاد)، والتي تصور الرجال ارتداء فستان من الحرير التقليدية ويستقلون-horsed اثنين عربة

تشير كتابات كونفوشيوس والتقاليد الصينية إلى أنه في حوالي عام 3000 قبل الميلاد، سقطت شرنقة دودة الحرير في فنجان شاي الإمبراطورة ليزو. رغبة في استخراجها من شرابها، بدأت الفتاة البالغة من العمر 14 عامًا في نزع فتيل شرنقة الشرنقة.
ثم كانت لديها فكرة أن تنسج بعضها، لذلك احتفظت ببعضها لنفسها. بعد أن لاحظت حياة الدود الحريري بناءً على توصية من زوجها، الإمبراطور الأصفر، بدأت في توجيه حاشيتها إلى فن تربية الدود الحريرية وتربية دودة القز. من هذه النقطة، أصبحت الفتاة إلهة الحرير في الأساطير الصينية. غادر الحرير الصين في نهاية المطاف عبر وريث الأميرة التي وعد بها أمير خوتان. ربما حدث هذا في أوائل القرن الأول الميلادي. الأميرة، التي رفضت الذهاب بدون القماش الذي أحبته، ستنتهي أخيرًا من الحظر الإمبراطوري على تصدير دودة الحرير.
على الرغم من أن الحرير تم تصديره إلى دول أجنبية بكميات كبيرة، إلا أن تربية دودة القز ظلت سرا يخفيه الصينيون بعناية. وبالتالي، اخترعت شعوب أخرى حسابات متفاوتة المصدر لمصدر النسيج المذهل.
في العصور القديمة الكلاسيكية، كان معظم الرومان، من كبار المعجبين بالقماش، مقتنعين بأن الصينيين أخذوا القماش من أوراق الأشجار. هذا الاعتقاد أكده سينيكا الأكبر في بلدة فيدرا وفيرجيل في كتابه للجورجيين. والجدير بالذكر أن بليني الأكبر كان يعرف أفضل. في معرض حديثه عن دودة القز أو فراشة الحرير، وكتب في كتابه التاريخ الطبيعي «فهي تنسج شبكات، مثل العناكب، والتي تصبح مادة الملابس الفاخرة للنساء، ودعا الحرير».

## استخدام الحرير في الصين القديمة والعصور الوسطى
في الصين، كانت تربية دودة الحرير مقصورة أصلاً على النساء، وكانت العديد من النسوة يعملن في صناعة صناعة الحرير. على الرغم من أن البعض رأى أن تطوير منتج فاخر لا طائل منه، إلا أن الحرير أثارت مثل هذا الجنون في أوساط المجتمع الراقي، حيث تم استخدام القواعد في Li Ji لتقييد استخدامه على أفراد الأسرة الإمبراطورية. طوال ألف عام تقريبًا، كان حق ارتداء الحرير يُحجز للإمبراطور وأعلى الشخصيات. كان الحرير، في ذلك الوقت، علامة على الثروة الكبيرة، بسبب مظهره المتلألئ. كان هذا المظهر بسبب الشكل / الهيكل الحريري الذي يشبه المنشور، والذي ينكسر الضوء من كل زاوية. بعد مرور بعض الوقت، امتد الحرير تدريجياً ليشمل فئات أخرى من المجتمع الصيني، مثل الطبقة النبيلة وما شابه. بدأ استخدام الحرير لأغراض الديكور وكذلك بطرق أقل فخامة: الآلات الموسيقية وصيد الأسماك وصنع القوس. لم يكن للفلاحين الحق في ارتداء الحرير حتى عهد أسرة تشينغ (1644–1911).
كانت ورقة واحدة من أعظم الاكتشافات في الصين القديمة. ابتداءً من القرن الثالث قبل الميلاد صنعت الورق بجميع الأحجام بمواد مختلفة. لم يكن الحرير استثناءً، وكان عمال الحرير يصنعون الورق منذ القرن الثاني قبل الميلاد. تم استخدام الحرير والخيزران والكتان والقمح وقش الأرز، وأصبح الورق المصنوع من الحرير النوع الأول من الورق الفاخر. وقد وجد الباحثون مثالًا مبكرًا على الكتابة التي تمت على ورق حريري في قبر أحد المتظاهرين الذين توفي عام 168، في موانجدي، تشانغشا، هونان. كانت المادة بالتأكيد أكثر تكلفة، ولكن أيضا أكثر عملية من زلات الخيزران . تم اكتشاف أطروحات حول العديد من الموضوعات، بما في ذلك الأرصاد الجوية والطب والتنجيم والألوهية وحتى الخرائط المكتوبة على الحرير.

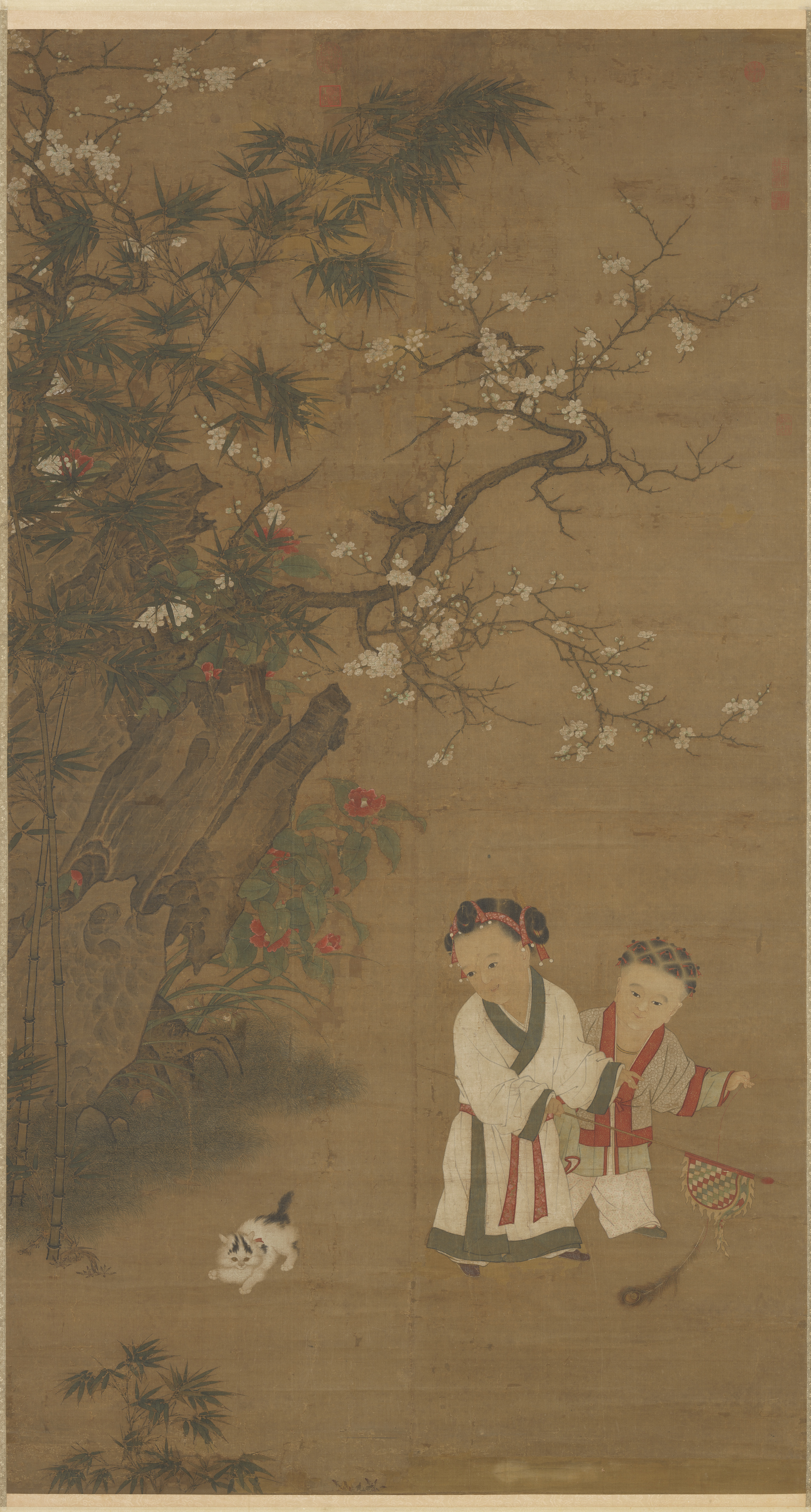
اللوحة الصينية على الحرير ، مع لعب الأطفال الذين يرتدون ملابس الحرير ، من تأليف سو هانشين (1130s – 1160s النشطة)، أسرة سونغ

خلال عهد أسرة هان، أصبح الحرير تدريجيا أكثر قيمة في حد ذاته، وأصبح أكثر من مجرد مادة. كان يستخدم لدفع رواتب المسؤولين الحكوميين وتعويض المواطنين الذين يستحقون بشكل خاص. على نفس المنوال أنه في بعض الأحيان قد يقدر سعر المنتجات وفقًا لوزن معين من الذهب، أصبح طول القماش الحريري معيارًا نقديًا في الصين (بالإضافة إلى العملات البرونزية). أثارت الثروة التي جلبها الحرير للصين الحسد في الشعوب المجاورة. ابتداءً من القرن الثاني قبل الميلاد، نهب شيونغنو بانتظام مقاطعات الهان الصينيين لنحو 250 عامًا. كان الحرير عرضًا مشتركًا قدمه الإمبراطور لهذه القبائل في مقابل السلام.
يوصف الحرير في فصل من كتاب فان شنغ تشو شو من الهان الغربي (206 ق.م. - 9 م). يوجد تقويم باقٍ لإنتاج الحرير في وثيقة هان الشرقية (25 - 220 م). تم فقد العملين المعروفين الآخرين على الحرير من عهد هان.
على مدار أكثر من ألف عام، ظل الحرير هو الهدية الدبلوماسية الرئيسية لإمبراطور الصين لجيرانه أو إلى خدامه. أصبح استخدام الحرير المهم جدا أن الحرير (糸) قريبا يشكل أحد الرئيسية المتطرفين من الكتابة الصينية.

بشكل عام، تم تنظيم استخدام الحرير بواسطة كود دقيق للغاية في الصين. على سبيل المثال، فرضت أسرة تانغ وسلالة سونغ على البيروقراطيين استخدام ألوان معينة وفقًا لوظائفهم في المجتمع. تحت سلالة مينغ الحاكمة، بدأ استخدام الحرير في سلسلة من الملحقات: مناديل، محافظ، أحزمة، أو حتى قطعة قماش مطرزة تعرض عشرات الحيوانات، حقيقية أو أسطورية. بقيت إكسسوارات الموضة هذه مرتبطة بموقف معين: كان هناك غطاء محدّد للمحاربين والقضاة والنبلاء وغيرهم للاستخدام الديني. استجابت نساء المجتمع الصيني الرفيع للممارسات المقننة واستخدمن الحرير في ملابسهن التي أضافن إليها العديد من الزخارف. يقدم أحد أعمال القرن السابع عشر، جين بينغ مي ، وصفاً لأحد هذه الأفكار: 

عملية صنع الحرير الصيني
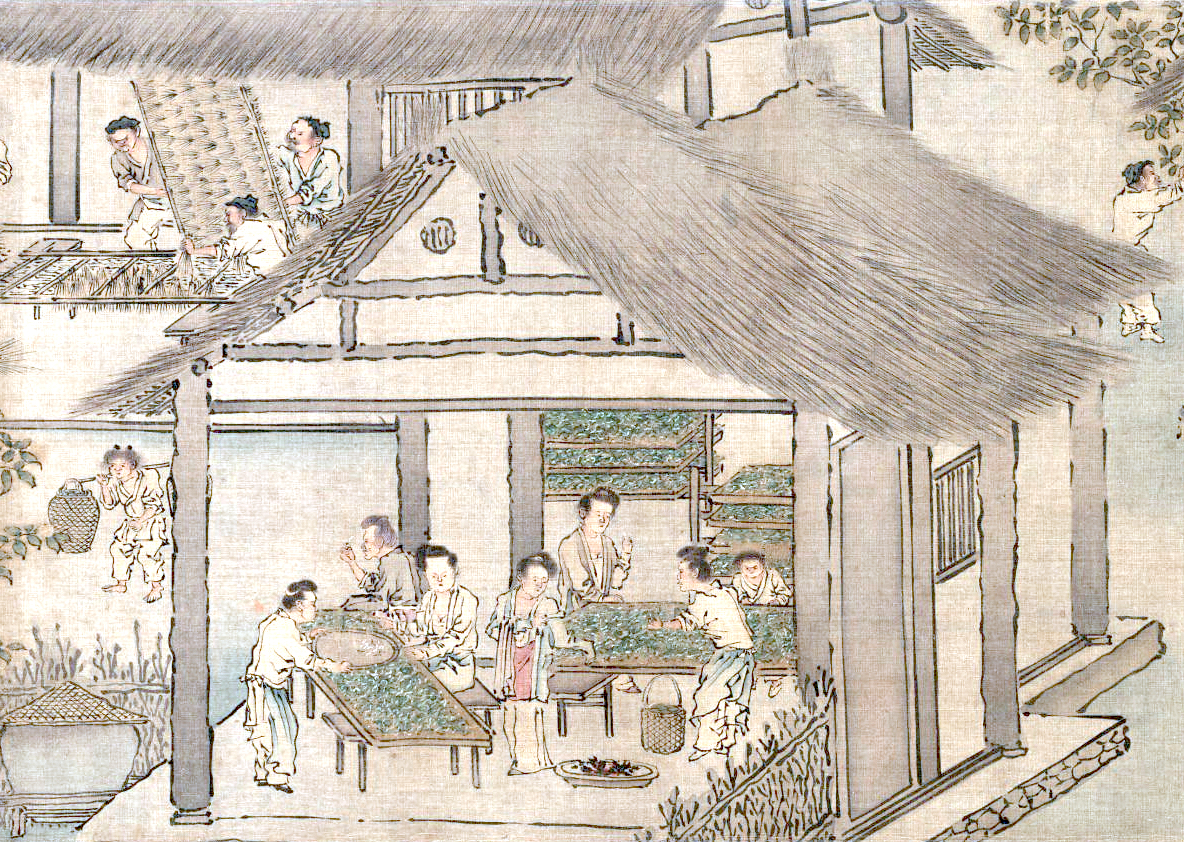
توضع دودة القز وأوراق التوت على الصواني.
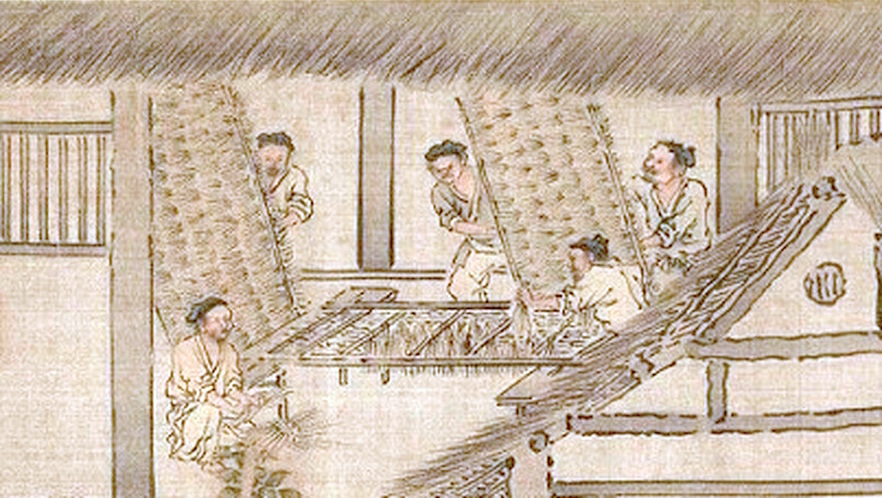
يتم إعداد إطارات غصين لديدان القز.
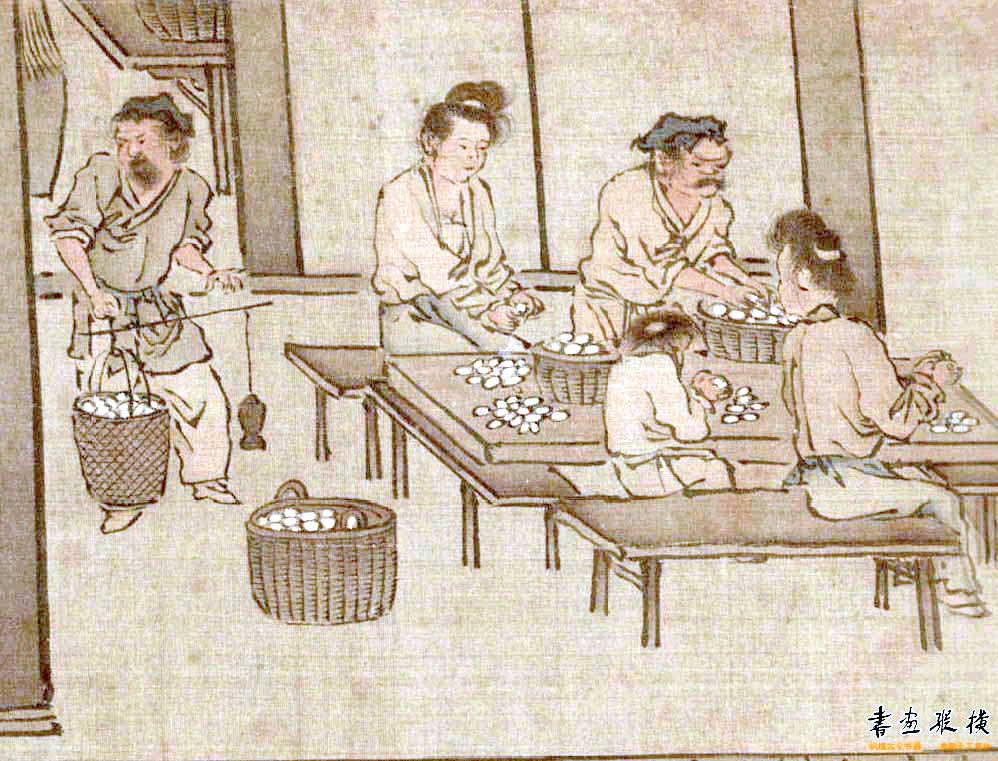
يتم وزن الشرانق.
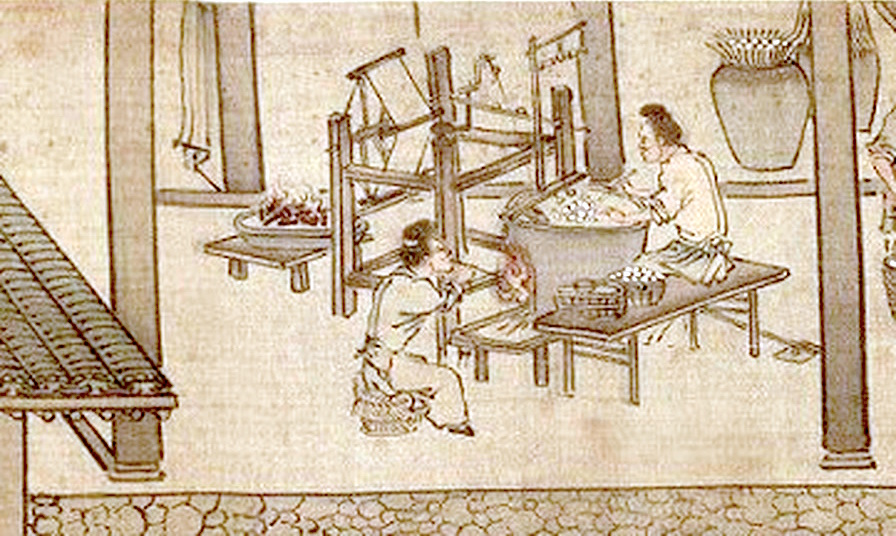
غارقة في شرنقة والحرير هو الجرح على بكرات.
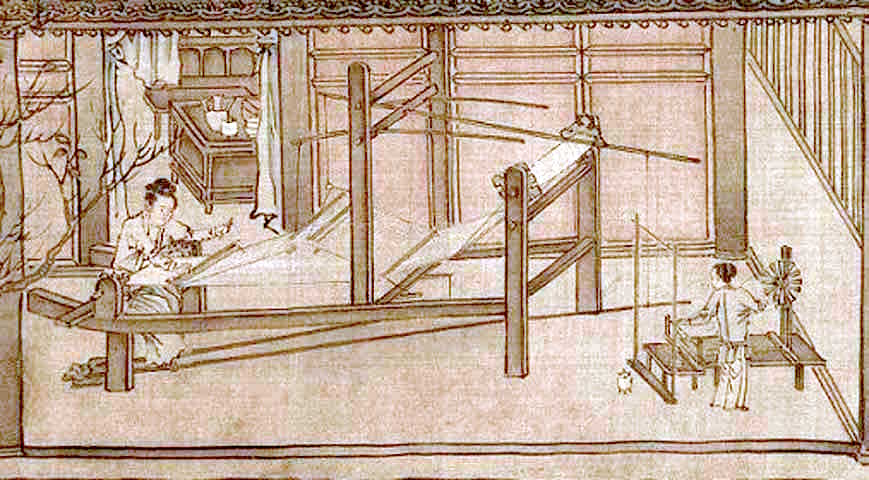
يتم نسج الحرير باستخدام نول.

## إنتاج الحرير في جنوب آسيا
الأمثلة الأولى لإنتاج الحرير خارج الصين هي من خيوط الحرير التي اكتشفت من موقع تشانودارو في حضارة وادي السند والتي يرجع تاريخها إلى 2450-2000 قبل الميلاد. تحليل الألياف الحريرية يدل على وجود تترنح وتربية دودة القز. يسبق هذا الاكتشاف الموجود في نيفاسا في شبه جزيرة الهند في 1500 قبل الميلاد. تم العثور على البكر الجليدي السيبيري المكتشف من مدافن Pazyryk يرتدون ملابس قرمزية طويلة وتنورة صوفية مخططة بيضاء وجوارب ذات لباس أبيض. كان يُعتقد في البداية أن قميصها الأصفر مصنوع من حرير التوسة البري، لكن الفحص الدقيق للألياف يشير إلى أن المادة ليست صينية بل كانت حريرًا بريًا جاء من مكان آخر، ربما الهند.

## الحرير الصيني وتجارته

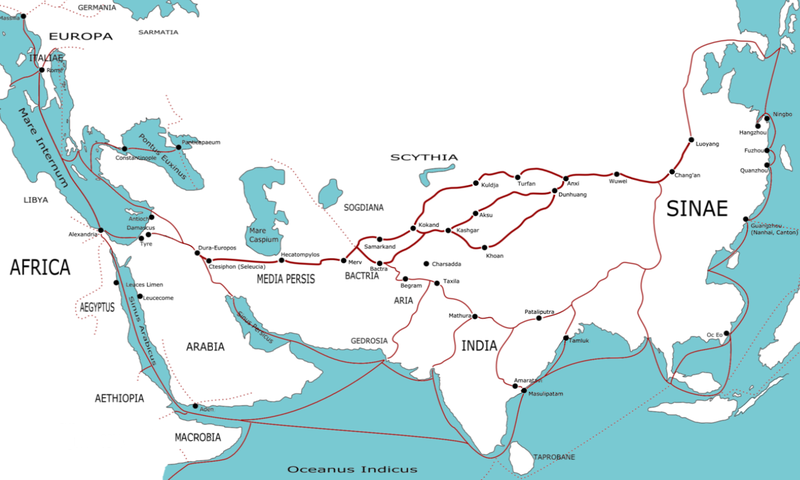
طريق الحرير في القرن 1

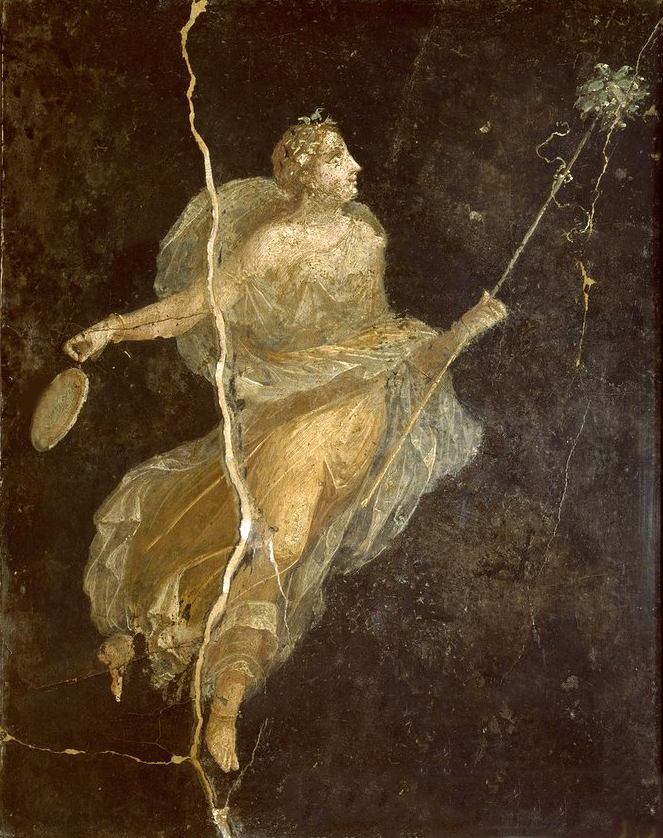
لوحة جدارية رومانية من بومبي تظهر مناد في ثوب حريري، القرن الأول الميلادي

تُظهر العديد من الاكتشافات الأثرية أن الحرير قد أصبح مادة فاخرة تحظى بتقدير الدول الأجنبية قبل افتتاح طريق الحرير من قبل الصينيين. على سبيل المثال، تم العثور على الحرير في وادي الملوك في قبر مومياء يرجع تاريخه إلى عام 1070 قبل الميلاد. أولاً، بدأ الإغريق، ثم الرومان، في الحديث عن شعب سيريس (شعب الحرير)، وهو مصطلح يعين سكان المملكة البعيدة، الصين. وفقًا لبعض المؤرخين، كان أول اتصال روماني بالحرير هو اتصال جحافل حاكم سوريا، كراسوس. في معركة كاره، بالقرب من الفرات، قيل إن الجحافل فوجئت بذكاء لافتات بارثيا حتى فروا.
افتتح الصينيون طريق الحرير باتجاه الغرب في القرن الثاني الميلادي. الطريق الرئيسي غادر من شيان، متجهًا إما إلى الشمال أو الجنوب من صحراء تاكلامكان، وهي واحدة من أكثر المناطق القاحلة في العالم، قبل عبور جبال بامير. كانت القوافل التي استخدمت هذه الطريقة لتبادل الحرير مع التجار الآخرين كبيرة بشكل عام، بما في ذلك من 100 إلى 500 شخص بالإضافة إلى الجمال واليخ التي تحمل حوالي 140 كجم (300 رطل) من البضائع. إنهم يرتبطون بأنطاكية وسواحل البحر الأبيض المتوسط، على بعد حوالي عام من شيان. في الجنوب، سلك طريق ثان عبر اليمن وبورما والهند قبل الانضمام إلى الطريق الشمالي.
بعد وقت قصير من غزو مصر في 30 قبل الميلاد، بدأت التجارة العادية بين الرومان وآسيا، والتي تميزت بإقبال واضح للرومانين على الأقمشة الحريرية القادمة من الشرق الأقصى، والتي تم بيعها بعد ذلك إلى الرومان من قبل البارثيين. حاول مجلس الشيوخ الروماني عبثًا حظر ارتداء الحرير لأسباب اقتصادية بالإضافة إلى الأسباب الأخلاقية. أدى استيراد الحرير الصيني إلى ترك كميات هائلة من الذهب في روما، لدرجة أن الملابس الحريرية كانت تُعتبر علامة على الانحلال والفساد .
في أواخر العصور الوسطى، انخفضت التجارة عبر القارات عبر الطرق البرية لطريق الحرير مع زيادة التجارة البحرية. كان طريق الحرير عاملاً هامًا في تطور حضارات الصين والهند ومصر القديمة وبلاد فارس والجزيرة العربية وروما القديمة. على الرغم من أن الحرير كان بالتأكيد العنصر التجاري الرئيسي من الصين، إلا أنه تم تداول العديد من السلع الأخرى، كما سافر العديد من التقنيات والأديان والفلسفات، وكذلك الطاعون الدبلي («الموت الأسود») على طول طرق الحرير. بعض السلع الأخرى المتداولة شملت الكماليات مثل الحرير والساتان والقنب وغيرها من الأقمشة الفاخرة والمسك والعطور الأخرى والتوابل والأدوية والمجوهرات والأحجار الزجاجية وحتى الراوند وكذلك العبيد. الصين تجارة الحرير والشاي والخزف. بينما كانت الهند تتبادل التوابل والعاج والمنسوجات والأحجار الكريمة والفلفل؛ وصدرت الإمبراطورية الرومانية الذهب والفضة والأواني الزجاجية الفاخرة والنبيذ والسجاد والمجوهرات. على الرغم من أن مصطلح طريق الحرير يشير إلى رحلة مستمرة، إلا أن قلة قليلة ممن سافروا عبر الطريق اجتازوها من النهاية إلى النهاية؛ بالنسبة للجزء الأكبر، تم نقل البضائع من قبل سلسلة من الوكلاء على طرق مختلفة وتم تداولها في الأسواق الصاخبة لمدن الواحات. وكان المتعاملون الرئيسيون خلال العصور القديمة والتجار الهنود وجرثومي، ثم من 5 إلى القرن 8TH AD وSogdian التجار، ثم بعد ذلك على التجار العرب والفرس .

## انتشار الإنتاج

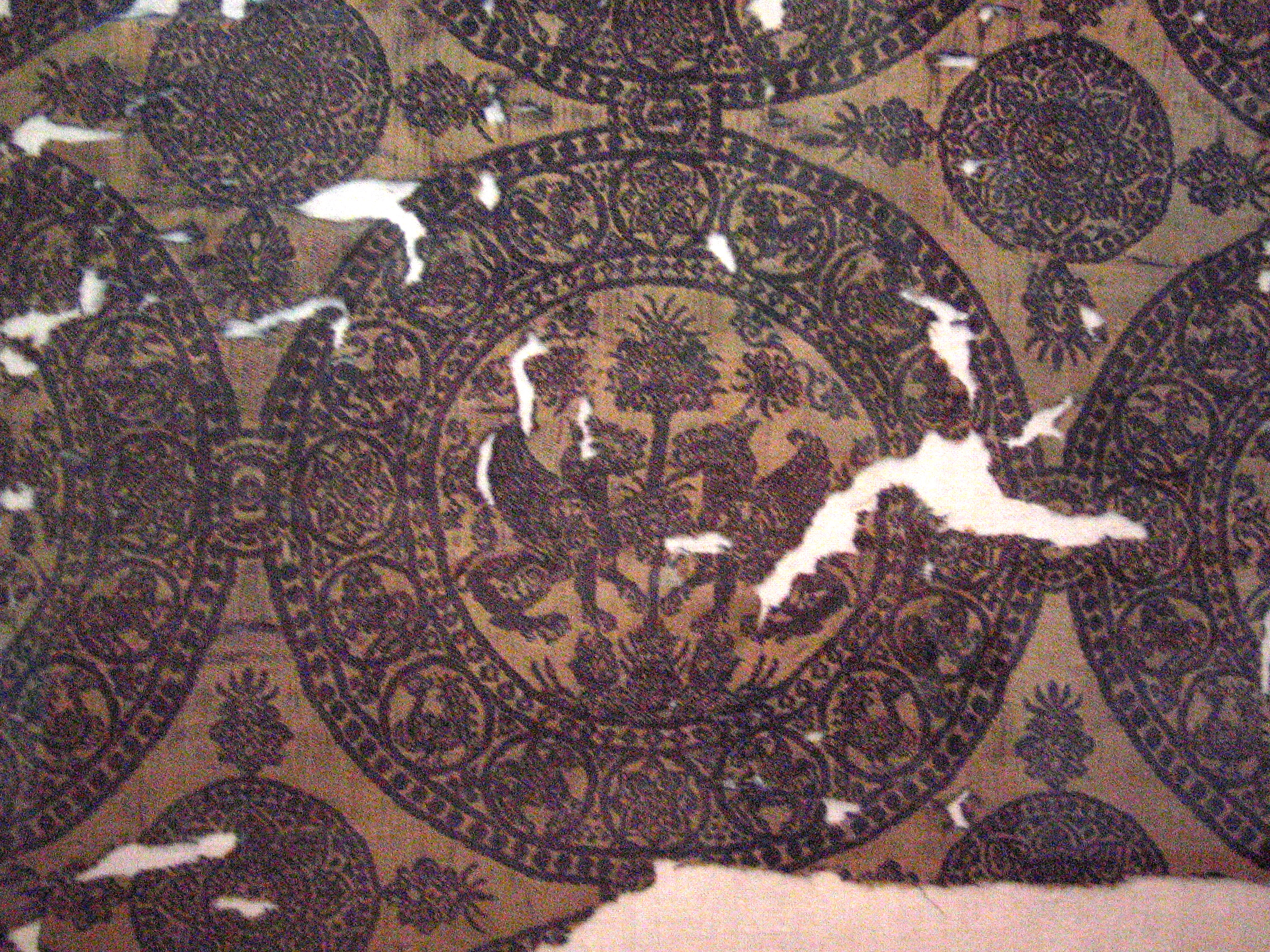
الساسانية مستوحاة قماش الحرير ذات وجهين، مع المجنحة الاسود وشجرة الحياة ، من الفترة الإسلامية المبكرة في إيران ، المتحف الوطني الإيراني.

على الرغم من أن الحرير كان معروفًا جيدًا في أوروبا ومعظم دول آسيا، فقد تمكنت الصين من احتكار إنتاج الحرير. تم الدفاع عن الاحتكار بمرسوم إمبراطوري، وحكم عليه بالإعدام أي شخص يحاول تصدير دودة القز أو بيضها. حوالي عام 300 ميلادية فقط نجحت حملة يابانية في أخذ بعض بيض الدود القز وأربع فتيات صينيات، اللائي أجبرن على تعليم خاطفيهن فن تربية دودة القز. تم إدخال تقنيات زراعة دودة القز إلى اليابان على نطاق واسع من خلال التبادلات الدبلوماسية المتكررة بين القرنين الثامن والتاسع.
ابتداءً من القرن الرابع قبل الميلاد، بدأ الحرير في الوصول إلى العالم الهلنستي من قبل التجار الذين استبدلوه بالذهب أو العاج أو الخيول أو الأحجار الكريمة. حتى حدود الإمبراطورية الرومانية، أصبح الحرير معيارًا نقديًا لتقدير قيمة المنتجات المختلفة. تقدر اليونان الهلنستية الجودة العالية للبضائع الصينية وبذلت جهودًا لزراعة أشجار التوت وتربية الدود القز في حوض البحر الأبيض المتوسط. سيطرت ساسانييد فارس على تجارة الحرير المتجه إلى أوروبا والبيزنطة. كانت الكلمة اليونانية لـ «حريري» σηρικός ، من اسم Seres (Σῆρες)، وفقًا ل Strabo الأشخاص الذين حصلوا على الحرير لأول مرة. أعطى الكلمة اليونانية تؤدي إلى sericum اللاتينية وفي نهاية المطاف الإنجليزية القديمة sioloc، الإنجليزية الأوسط الحرير.

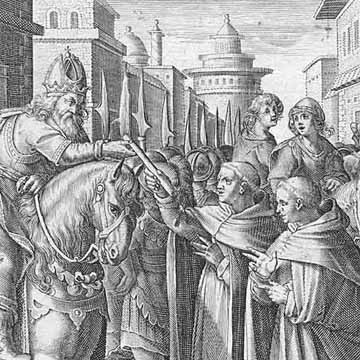
الرهبان الذين أرسلهم جستنيان يمنحون الإمبراطور دودة القز.

وفقًا لقصة لبروكوبيوس،  لم يحصل الإمبراطور البيزنطي جستنيان على بيض دودة القز حتى عام 552 م؛ وكان قد أرسل اثنين من الرهبان النسطوريين إلى آسيا الوسطى من أجل التبشير، وتمكنا من تهريب بيض دودة القز له مخبأة في قصبة من الخيزران. وكان البيض قد فقس داخل القصبة قبل وصولهم إليه. وهكذا تمكنت الكنيسة في الإمبراطورية البيزنطية من صنع أقمشة للإمبراطور، بهدف تطوير صناعة حرير كبيرة في الإمبراطورية الرومانية الشرقية، باستخدام التقنيات المأخوذة عن الساسانيين. كان لهذه التثنية احتكار قانوني للنسيج، لكن الإمبراطورية استمرت في استيراد الحرير من المراكز الحضرية الرئيسية الأخرى على البحر المتوسط. لم تكن روعة التقنيات البيزنطية نتيجة لعملية التصنيع، ولكن بدلاً من الاهتمام الدقيق الذي أولي للتنفيذ والديكورات. كانت تقنيات النسيج التي استخدموها مأخوذة من مصر. المخططات الأولى من سمبل يلوح ظهرت في 5th قرن.
انتشر الحرير تدريجياً في الإمبراطورية البيزنطية. ودول البحر الأبيض المتوسط كلبنان وبلاد الشام، ثم إلى باقي الدول العربية والإسلامية التي تتالت.العرب مع اتساع بهم الفتوحات ، وانتشار دودة القز عبر شواطئ البحر الأبيض المتوسط، مما يؤدي إلى تطوير صناعة الحرير في شمال أفريقيا، أندلسيا وصقلية. جعلت التفاعلات بين مراكز البيزنطية ونسج الحرير من جميع مستويات الجودة ، مع التقليد في الأندلس ولوكا، من بين مدن أخرى ، من الصعب تحديد وتاريخ الأمثلة الناجية الباقية على قيد الحياة.
بينما فقد الصينيون احتكارهم لإنتاج الحرير ، فقد تمكنوا من إعادة تأسيس أنفسهم كمورد رئيسي للحرير (خلال عهد أسرة تانغ)، وتصنيع إنتاجهم على نطاق واسع (خلال عهد أسرة سونغ). واصلت الصين تصدير أقمشة عالية الجودة إلى أوروبا والشرق الأدنى على طول طريق الحرير.
بعد بدء الحروب الصليبية، بدأت تقنيات إنتاج الحرير تنتشر في جميع أنحاء أوروبا الغربية. في عام 1147 بينما كان الإمبراطور البيزنطي مانويل الأول كومنينوس يركز جميع جهوده على الحملة الصليبية الثانية، هاجم الملك النورماندي روجر الثاني من جزيرة صقلية كورنث وطيبة، وهما مركزان مهمان لإنتاج الحرير البيزنطي. أخذوا المحاصيل والبنية التحتية لإنتاج الحرير ، ورحلوا جميع العمال إلى باليرمو، مما تسبب في ازدهار صناعة الحرير نورمان. أدى سقوط القسطنطينية من قبل الحملة الصليبية الرابعة عام 1204 إلى تراجع المدينة وصناعة الحرير فيها ، وغادر العديد من الحرفيين المدينة في أوائل القرن الثالث عشر. طورت إيطاليا صناعة الحرير المحلية الكبيرة بعد أن جاء 2000 من النساجين المهرة من القسطنطينية. اختار الكثيرون أيضًا الإقامة في أفينيون لتأثيث باباوات أفينيون.
كانت الطفرة المفاجئة لصناعة الحرير في ولاية لوكا الإيطالية ، التي بدأت في القرنين الحادي عشر والثاني عشر ، بسبب الكثير من المستوطنات الصقلية واليهودية واليونانية، إلى جانب العديد من المهاجرين الآخرين من المدن المجاورة في جنوب إيطاليا. مع فقدان العديد من مراكز التداول الإيطالية في الشرق ، انخفض استيراد الأنماط الصينية بشكل كبير. اكتساب الزخم ، من أجل تلبية مطالب البرجوازية الغنية والقوية للأقمشة الفاخرة ، كانت مدن لوكا وجنوة والبندقية وفلورنسا تصدر الحرير في جميع أنحاء أوروبا. في 1472 كان هناك 84 ورشة عمل و 7000 حرفي على الأقل في فلورنسا وحدها.

### التأثيرات المتبادلة

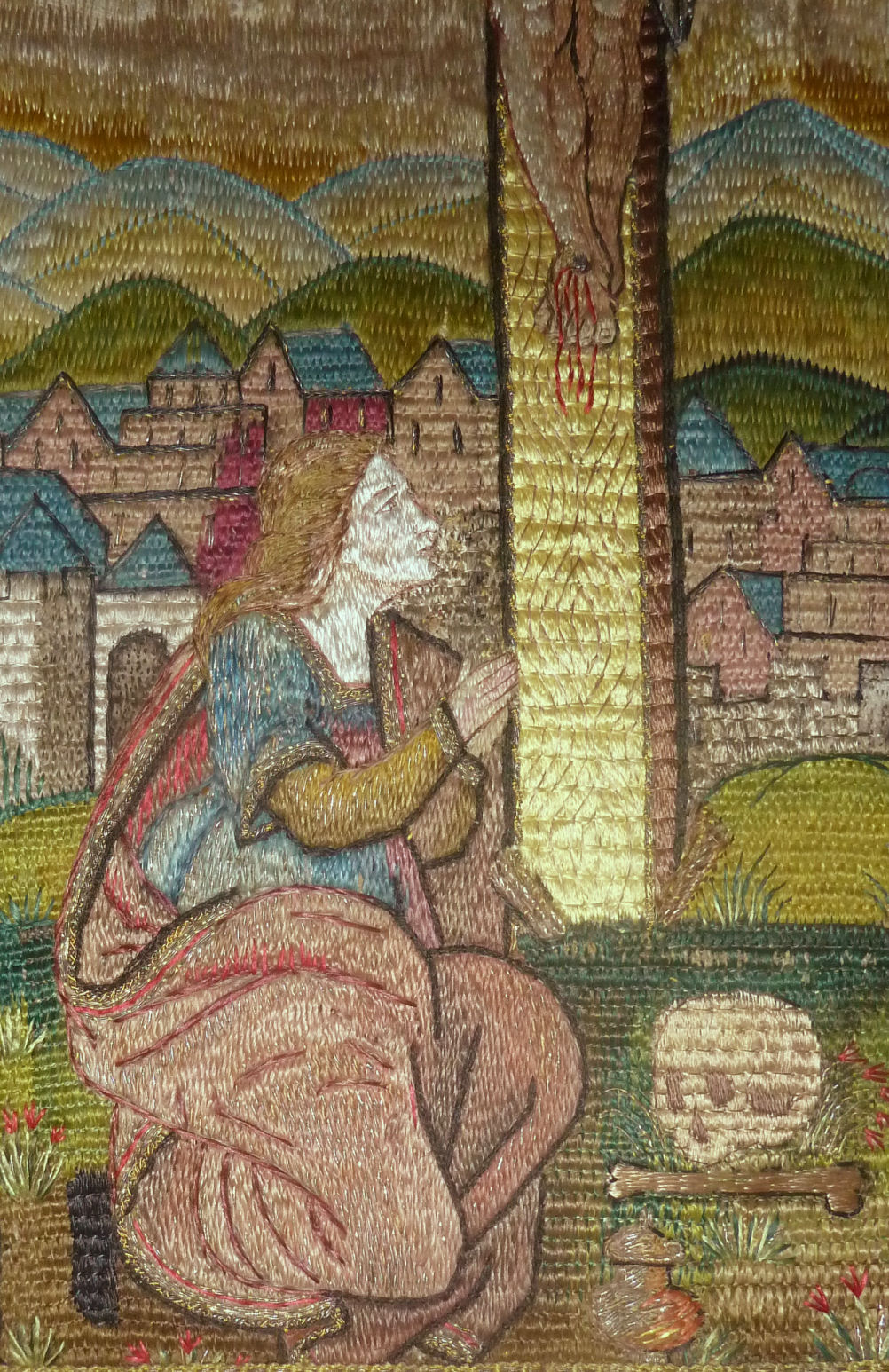
تطريز متعدد الألوان بالحرير ، القرن السابع عشر ، أنتويرب

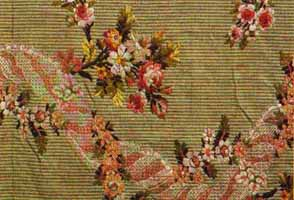
الديباج الحريري الفرنسي - ليون 1760-1770

تم صنع الحرير باستخدام سلالات مختلفة من طيور اللبان البرية والبرية. بينما تم إنتاج الحرير البري في العديد من البلدان ، ليس هناك شك في أن الصينيين كانوا أول من بدأ الإنتاج على هذا النطاق الواسع ، حيث يمتلك أكثر الأنواع فعالية لإنتاج الحرير ، وهو Bombyx mandarina ونسله المستأنسة B. mori . تزعم المصادر الصينية وجود آلة لإرخاء شرانق دودة القز في عام 1090. وضعت شرانق في حوض كبير من الماء الساخن ، والحرير يترك المرجل بواسطة حلقات توجيهية صغيرة ، وسيتم الجرح على بكرة كبيرة ، وذلك بفضل حركة إلى الأمام وإلى الأمام. توجد معلومات قليلة حول تقنيات الغزل المستخدمة في الصين. كانت عجلة الغزل، في كل الاحتمالات التي تحركت باليد ، معروفة في بداية العصر المسيحي. تظهر أول صورة مقبولة للعجلة الدوارة في عام 1210. هناك صورة لآلة غزل الحرير مدعومة بعجلة مائية تعود إلى عام 1313.
يعرف المزيد من المعلومات حول الأنوال المستخدمة. إن أساسيات الزراعة وتربية دودة القز ، التي تم تجميعها في حوالي عام 1210، غنية بالصور والأوصاف ، والعديد منها يتعلق بالحرير. تدعي مرارا وتكرارا أن الصينيين يلوح في الأفق ليكون متفوقا على جميع الآخرين. إنه يتحدث عن نوعين من الأنوال التي تترك أذرع العمال خالية: أقفال السحب، والتي هي من أصل أوروبي آسيوي ، ونول الدواسة الذي يعزى إلى أصول شرق آسيا. هناك العديد من المخططات التي نشأت في القرنين الثاني عشر والثالث عشر. عند فحصها عن كثب ، يمكن استخلاص العديد من أوجه التشابه بين الآلات الأوراسية. منذ عهد أسرة جين، تم تسجيل وجود أقنعة الحرير بشكل جيد ، ومنذ القرن الثاني قبل الميلاد ، سمحت الأنوار ذات أربعة أعمدة وغيرها من الابتكارات بإنشاء أبرشيات حرير.

## الحرير في عالم القرون الوسطى

### ترف أكثر وفرة

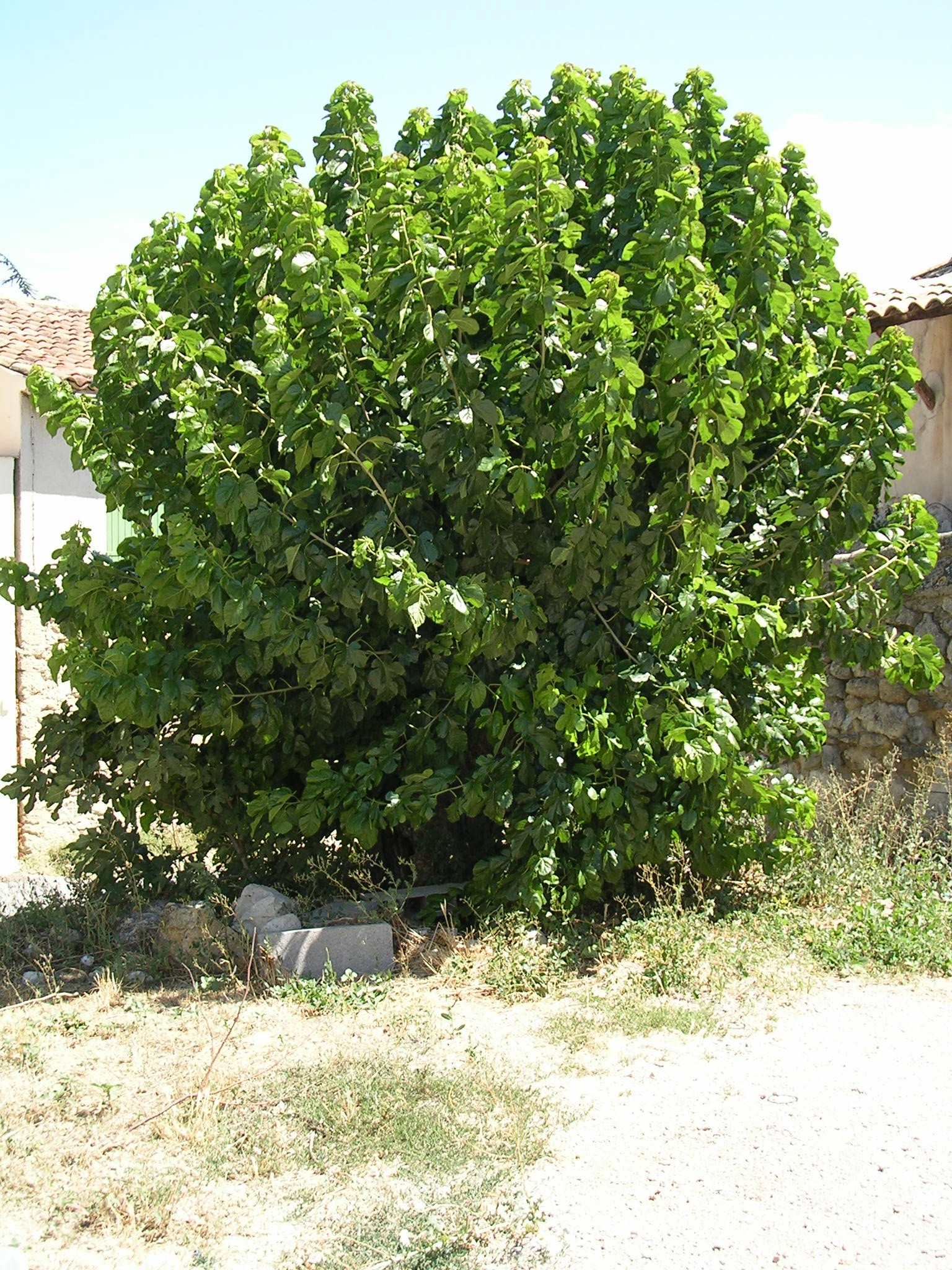
شجرة التوت الناضجة في بروفانس.

شهدت العصور الوسطى العالية استخدامًا متواصلًا للتقنيات المعتمدة في تصنيع الحرير دون أي تغييرات في الحديث عنها ، لا في المواد ولا في الأدوات المستخدمة. بين القرنين العاشر والحادي عشر ، بدأت تغييرات صغيرة في الظهور ، على الرغم من أن تغييرات القرن الثالث عشر كانت أكبر وأكثر جذرية. في وقت قصير ، بدأت تظهر أقمشة جديدة. كان لكل من القنب والقطن أيضًا تقنيات التصنيع الخاصة به. ظل الحرير المعروف منذ العصور الرومانية مادة نادرة وباهظة الثمن. تمكنت المصانع البيزنطية في اليونان وسوريا (من القرن السادس إلى الثامن)، وتلك الخاصة بالعرب في صقلية وإسبانيا (من القرن الثامن إلى القرن العاشر) من توفير المواد الفاخرة بوفرة أكبر بكثير.

### تحسين التكنولوجيا
شهد القرن الثالث عشر تكنولوجيا متغيرة بالفعل تخضع للعديد من التغييرات المثيرة. من المحتمل ، كما كان الحال في إنجلترا في نهاية القرن الثامن عشر ، أن التقدم في صناعة النسيج كان بمثابة القوة الدافعة وراء التقدم في التكنولوجيا ككل. يحتل الحرير بالفعل مكانًا متميزًا في التاريخ بسبب هذا.
في بداية القرن الثالث عشر ، كان هناك شكل بدائي لطحن الخيوط الحريرية قيد الاستخدام بالفعل. في 1221 جان دي Garlande "القاموس الصورة، وعام 1226، إتيان بوالو الصورة ليفر دي الصنائع (دليل التاجر و) المذكورة أنواع عديدة من الأجهزة التي لا يمكن إلا أن تم مضاعفة الآلات. تم تحسين الأدوات المستخدمة في بولونيا بين عامي 1270 و 1280. من بداية القرن الرابع عشر ، تلمح العديد من الوثائق إلى استخدام الأجهزة التي كانت معقدة للغاية.
بكرة ، وضعت أصلا لصناعة الحرير ، والآن استخدامات متعددة. أقرب صورة باقية لعجلة الغزل الأوروبية هي لوحة من الزجاج الملون في كاتدرائية شارتر. البكر وتزييفها تظهر آلات معا في الزجاج الملون في شارتر وفي الهواء الطلق في كولونيا Kunkelhaus (كاليفورنيا 1300). من الممكن أن يتم تصنيع آلة تشويه الأسنان بواسطة صناعة الحرير ؛ سمح للالتواء ليكون أكثر اتساقا والسماح للالتواء ليكون أطول.
ابتداءً من نهاية القرن الرابع عشر ، لا شك في أن الدمار الذي حدث في منتصف القرن بسبب الموت الأسود، كان هناك تحول عام نحو تقنيات أقل تكلفة. أصبحت العديد من الأشياء التي كان من المفترض أن تمنعها النقابات تمامًا في الوقت الحالي (تستخدم الصوف ذي الجودة المنخفضة ، وتمشيط ، وما إلى ذلك.). في صناعة الحرير ، نما استخدام المطاحن التي تعمل بالطاقة المائية ، وبحلول القرن الخامس عشر ، شهد النول الذي صممه جان لو كالابرايس استخدامًا عالميًا تقريبًا.

### صناعة الحرير في فرنسا

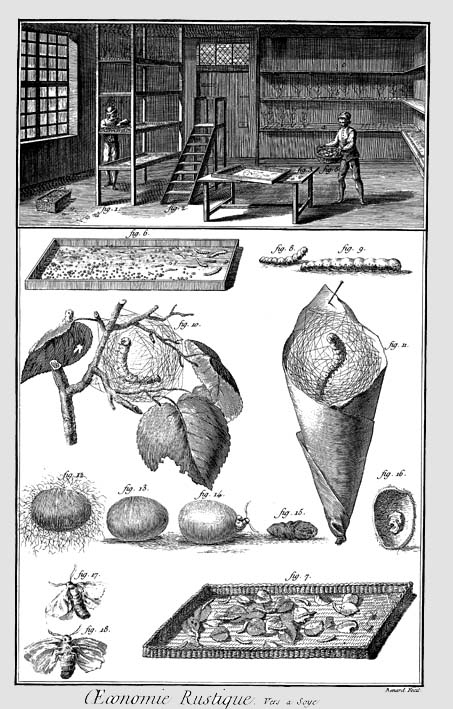
صورة من موسوعة Diderot وd'Alembert ، توضح الخطوات المختلفة في زراعة دودة القز وصناعة الحرير.

كانت قطعة قماش الحرير الإيطالي باهظة الثمن ، حيث كانت تكلفة المواد الخام أكبر من تكلفة الإنتاج. أثبت الحرفيون في إيطاليا أنهم غير قادرين على مواكبة مقتضيات الأزياء الفرنسية ، التي طالبت باستمرار بمواد أخف وأقل تكلفة. تم استخدام هذه المواد للملابس ، وبدأ إنتاج الملابس محليًا. ومع ذلك ، ظل الحرير الإيطالي لفترة طويلة من بين أكثر الجوائز ، ومعظمها للمفروشات والألوان الرائعة للأصباغ.
بعد مثال المدن الإيطالية الغنية في العصر ، مثل البندقية وفلورنسا ولوكا، التي أصبحت مركز صناعة النسيج الفاخرة ، حصل ليون على وظيفة مماثلة في السوق الفرنسية. في عام 1466، قرر الملك لويس الحادي عشر تطوير صناعة حرير وطنية في ليون. في مواجهة احتجاجات فريق Lyonnais ، اعترف بنقل الحرير إلى Tours ، لكن الصناعة في Tours ظلت هامشية نسبيًا. وكان الهدف الرئيسي للحد من فرنسا العجز التجاري مع الدول الإيطالية، التي تسببت في فرنسا لانقاص 400,000 إلى 500,000 ذهبية وحدة نقدية أوروبية في السنة. في عهد فرانسيس الأول في حوالي عام 1535، مُنح ميثاق ملكي لاثنين من التجار ، إتيان توركيه وبارثيلمي ناريس ، لتطوير تجارة حرير في ليون. في عام 1540، منح الملك احتكار إنتاج الحرير لمدينة ليون. ابتداءً من القرن السادس عشر ، أصبحت ليون عاصمة تجارة الحرير الأوروبية ، ولا سيما إنتاج العديد من الأزياء ذات السمعة الطيبة. اكتسبت الثقة ، بدأت الحرير المنتج في المدينة في التخلي عن الأنماط الشرقية الأصلية لصالح أسلوبها المميز ، الذي أكد على المناظر الطبيعية. الآلاف من العمال ، والشعارات ، كرسوا أنفسهم لصناعة مزدهرة. في منتصف القرن السابع عشر ، تم استخدام أكثر من 14000 نول في ليون ، وصنعت صناعة الحرير ثلث سكان المدينة.
في القرنين الثامن عشر والتاسع عشر ، شهد بروفانس طفرة في زراعة دودة القز التي استمرت حتى الحرب العالمية الأولى ، حيث تم شحن الكثير من الحرير شمالًا إلى ليون. Viens و La Bastide-des-Jourdans هما من بلديات Luberon التي استفادت أكثر من مزارع التوت التي اختفت منذ ذلك الحين. ومع ذلك ، لا تزال مراكز الحرير تعمل اليوم. العمل في المنزل في ظل النظام المحلي ، غزل الحرير ومعالجة الحرير توظف الكثير من الناس وزيادة دخل الطبقة العاملة.

### انتشار إلى بلدان أخرى

#### المملكة المتحدة

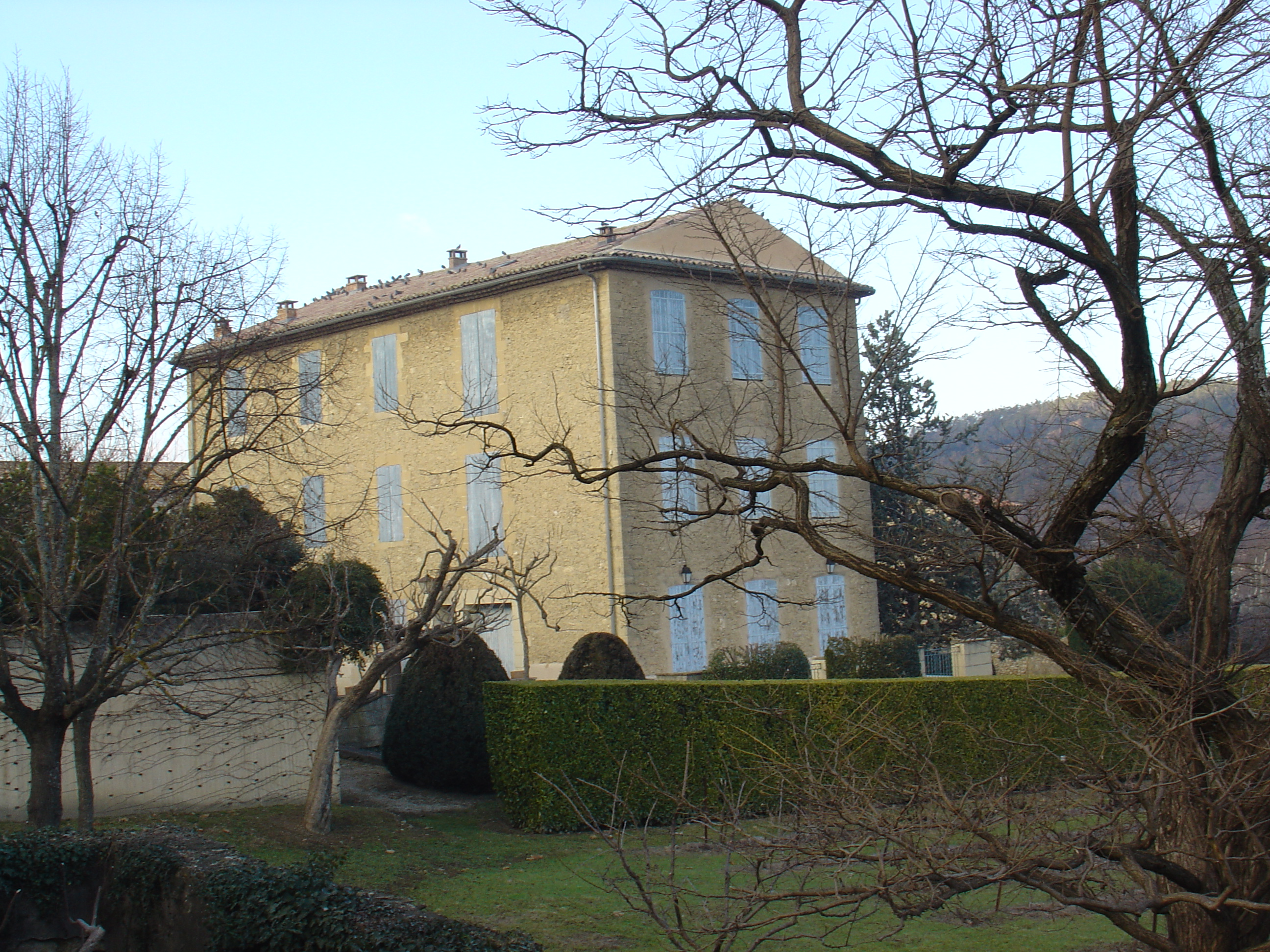
روعة سابقة في لوبيرون

كانت إنجلترا تحت حكم هنري الرابع تتطلع أيضًا إلى تطوير صناعة حرير ، ولكن لم تنشأ أي فرصة حتى إلغاء مرسوم نانت في ثمانينيات القرن التاسع عشر ، عندما بدأ مئات الآلاف من الهوجوينوت الفرنسيين ، الذين كان كثير منهم من النساجين المهرة والخبراء في زراعة دودة القز ، يهاجرون إلى انكلترا هربا من الاضطهاد الديني. شهدت بعض المناطق ، بما في ذلك Spitalfields ، العديد من ورش الحرير عالية الجودة تنتشر ، وتتميز منتجاتها عن الحرير القاري إلى حد كبير بالألوان المستخدمة. ومع ذلك ، فإن المناخ البريطاني منع تجارة الحرير المحلية في إنجلترا من أن تصبح مهيمنة على الصعيد العالمي.
تصور العديد منهم بدء صناعة الحرير في المستعمرات البريطانية في أمريكا، ابتداء من عام 1619، في عهد الملك جيمس الأول ملك إنجلترا. لم تصبح صناعة الحرير في المستعمرات كبيرة للغاية. وبالمثل ، تم إدخال الحرير إلى العديد من البلدان الأخرى ، بما في ذلك المكسيك ، حيث تم إحضاره بواسطة كورتيز في عام 1522. ونادراً ما نمت صناعات الحرير الجديدة هذه إلى حجم كبير.

#### لبنان وبلاد الشام
عرف لبنان تربية دود القز منذ عهد الإمبراطور جوستنيانوس خلال القرن السابع للميلاد غير أن الحرير الصيني ورد إلى لبنان عبر بلاد فارس والعراق، عندما كانت القوافل تجتاز طريق الحرير لتحل في تدمر والبتراء. وكان اللبنانيون قد أظهروا اهتماما كبيرا بتربية دود القز وأجادوا صناعة الحرير حين انكشف لهم سره، فاشتهر حرير طرابلس ببياضه الناصع فكان يستخدم في التطريز المذهب والمفضفض،  فيما استخدم حرير الشوف في صناعة الأنسجة المخملية. بينما كان حرير بيروت يدخل في صناعة أقمشة التفتا وأغطية الفرش والستائر.

## الحرير منذ الثورة الصناعية

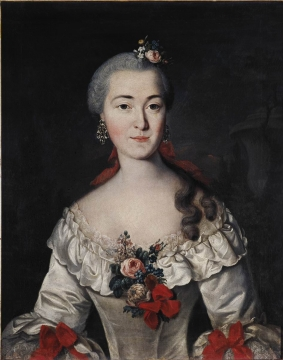
لوحة لماريا إيفانوفنا تاتيشيفا بقلم ديفيد لوديرز (1759)
موسكو ، معرض تريتياكوف الحكومي يظهر Mme Tatischeva وهو يرتدي ثوبا من الحرير paduasoy.

### بداية الثورة الصناعية
تميزت بداية الثورة الصناعية بطفرة هائلة في صناعة النسيج ، مع ابتكارات تكنولوجية ملحوظة ، بقيادة صناعة القطن في بريطانيا العظمى. في سنواتها الأولى ، غالبًا ما كانت هناك تباينات في الابتكار التكنولوجي بين المراحل المختلفة لتصنيع الأقمشة ، مما شجع الابتكارات التكميلية. على سبيل المثال ، تقدم الغزل بسرعة أكبر بكثير من النسيج.
ومع ذلك ، لم تستفد صناعة الحرير من أي فائدة من الابتكارات في مجال الغزل ، حيث أن الحرير يعد بالفعل من الخيوط. صنع الحرير والفضة والذهب الأقمشة المطرزة هي عملية حساسة جدا ودقيقة، مع كل لون يحتاجون مخصصة الخاصة المكوك. في القرنين السابع عشر والثامن عشر بدأ التقدم في تبسيط صناعة الحرير وتوحيدها ، مع العديد من التطورات التي تلو الأخرى. ظهرت بطاقة بوشن وفالكون المنوطة بالبطاقة في عام 1775، وتم تحسينها لاحقًا بواسطة Jacques de Vaucanson . فيما بعد ، قام جوزيف-ماري جاكار بتحسين تصميمات فالكون وفووكانسون ، حيث قدم نول جاكار الثوري الذي سمح بمعالجة سلسلة من البطاقات المثقوبة ميكانيكياً بالتسلسل الصحيح. كانت البطاقات المثقوبة في الجاكار تلوح في الأفق تمهيدًا مباشرًا للكمبيوتر الحديث ، حيث أعطت شكلًا محدودًا من قابلية البرمجة. تم نقل البطاقات المثقوبة بأنفسهم إلى أجهزة الكمبيوتر ، وكانت موجودة في كل مكان حتى تقادمها في السبعينيات. من عام 1801، أصبح التطريز مؤتمنًا للغاية نظرًا لفعالية جاكار المنوال. الآلية وراء تلوح في الأفق جاكار سمحت حتى التصاميم المعقدة أن تكون منتجة على نطاق واسع.
على الفور ، تم استنكار جاكار تلوح في الأفق من قبل العمال ، الذين اتهموه بالتسبب في البطالة، ولكن سرعان ما أصبحت حيوية لهذه الصناعة. أعلن تلوح في الأفق الممتلكات العامة في 1806، وكوفئ جاكار مع التقاعد والملوك على كل جهاز. في عام 1834 كان هناك ما مجموعه 2885 جاكار تلوح في الأفق في ليون وحدها. تنبأت ثورة كانوت عام 1831 بالعديد من الانتفاضات العمالية الأكبر للثورة الصناعية. احتلت العصائر مدينة ليون ، ولم تتخل عنها حتى قمع دموي من قبل الجيش ، بقيادة المارشال سولت. حدثت ثورة ثانية ، على غرار الثورة الأولى ، في عام 1834.

### انخفاض في صناعة الحرير الأوروبي
بدأت أول أمراض دودة القز في الظهور في عام 1845، مما تسبب في حدوث وباء. ومن بينها داء البيبرين ، بسبب مكرويات الأبواغ القزية المسقمة، grasserie تسبب بها الفيروس، flacherie ، والناجمة عن تناول أوراق التوت إصابة أو مرض مسكاردين الأبيض ، بسبب الفطريات bassiana البوفيرية . نما الوباء على نطاق واسع ، وبعد أن هاجم دودة القز ، بدأت فيروسات أخرى تصيب أشجار التوت. اتهم الكيميائي جان بابتيست دوماس، وزير الزراعة الفرنسي ، بوقف الوباء. في مواجهة دعوة صغار القائمين بطلب المساعدة ، طلب من لويس باستور دراسة المرض ، ابتداء من عام 1865. لسنوات عديدة ، اعتقد باستور أن البيبرين لم يكن مرضًا معديًا. في عام 1870 قام بتغيير وجهة نظره ، وتم اتخاذ التدابير التي تسببت في انخفاض المرض.
ومع ذلك ، فإن الزيادة في سعر شرنقة دودة القز وتراجع أهمية الحرير في ملابس البرجوازية في القرن التاسع عشر تسببت في تراجع صناعة الحرير في أوروبا. أدى افتتاح قناة السويس في عام 1869 ونقص الحرير في فرنسا إلى انخفاض سعر استيراد الحرير الآسيوي ، وخاصة من الصين واليابان.

ابتداءً من الكساد الطويل (1873–1896)، أصبح إنتاج الحرير في ليون صناعيًا بالكامل ، وتلاشت الأنوال اليدوية بسرعة. شهد القرن التاسع عشر تقدم صناعة النسيج بسبب التقدم في الكيمياء. والتوليف من الأنيلين كانت تستخدم لجعل موفين (الأنيلين الأرجواني) صبغ وتركيب الكينين كان يستخدم لجعل نيلي صباغة. في عام 1884 اخترع الكونت هيلير دو شاردونيه الحرير الصناعي ، وفي عام 1891 افتتح مصنعًا مخصصًا لإنتاج الحرير الصناعي (فسكوزي)، والذي كلفته أقل بكثير واستبدلت الحرير الطبيعي جزئيًا. 

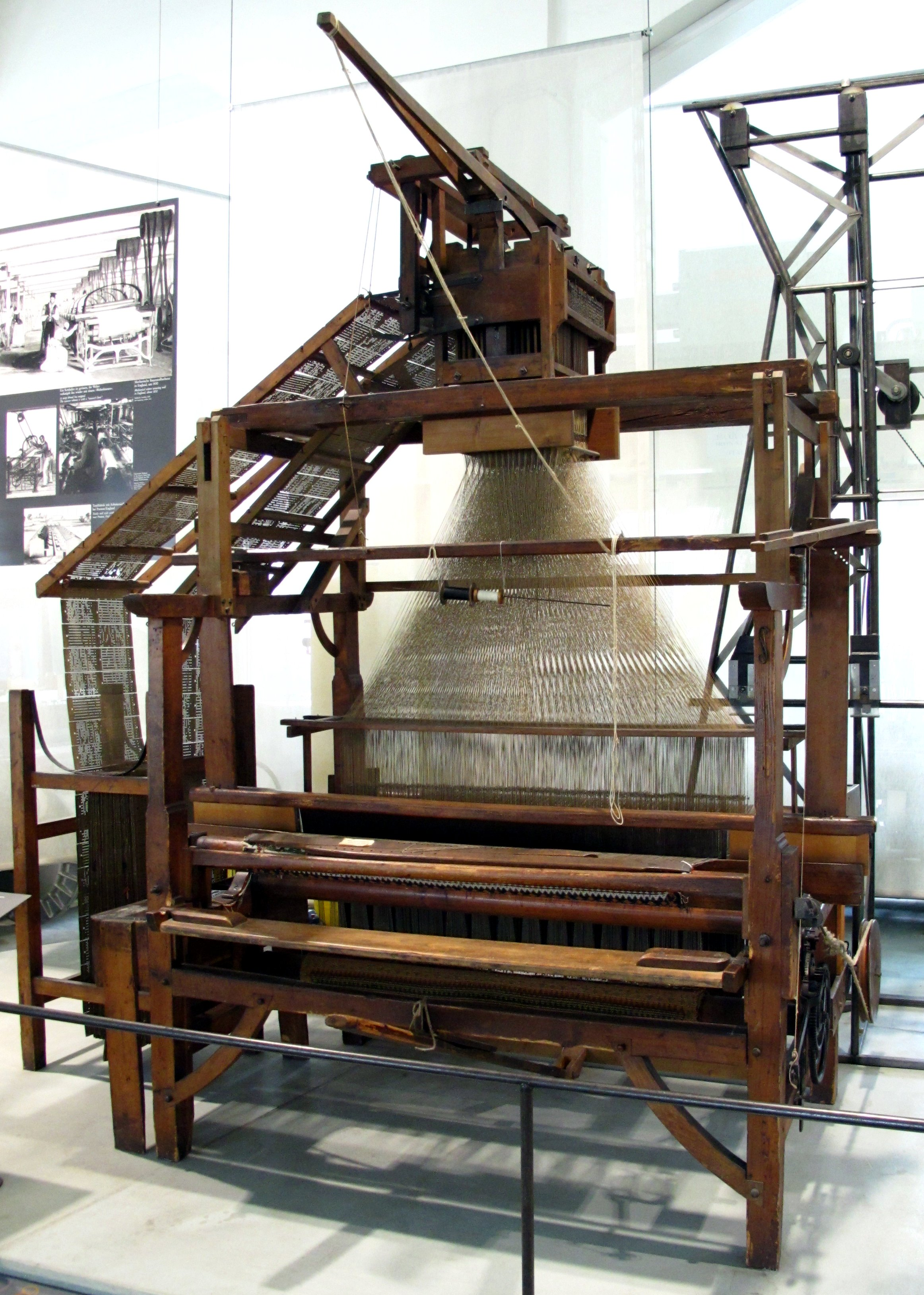
تلوح في الأفق جاكار .
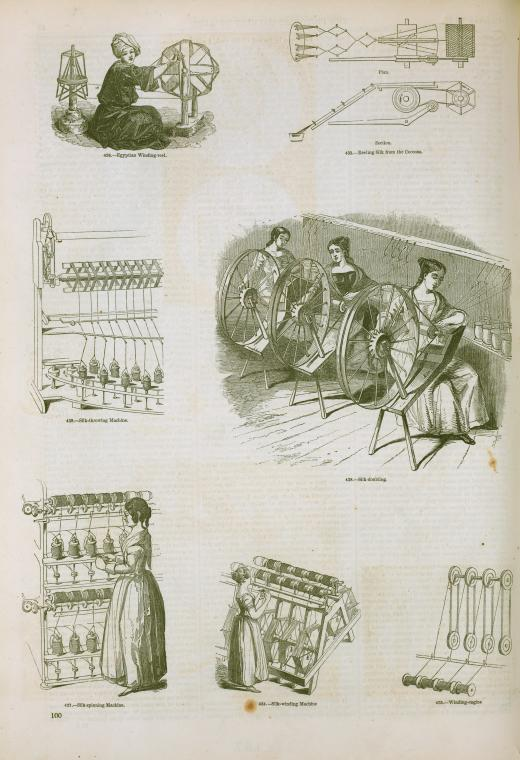
صورة توضيحية لآلات الغزل واللف ومضاعفة الرمي المستخدمة في إنتاج المنسوجات الحريرية في إنجلترا عام 1858.
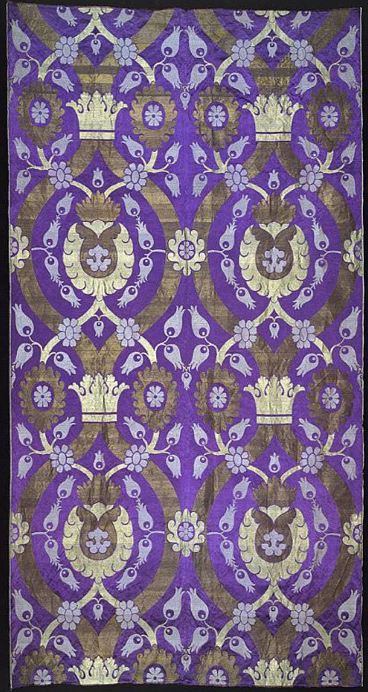
لوحة من القطن والحرير والقطن المغطى بقطعة معدنية ، منسوجة آلياً في اسكتلندا c. 1887. توليب عزر مستوحى من المنسوجات التركية.

## الحرير في العصر الحديث
في مطلع القرن العشرين ، كانت اليابان سريعة التصنيع تنتج ما يصل إلى 60 في المائة من الحرير الخام في العالم ، ومعظم الصادرات يتم شحنها عبر ميناء يوكوهاما. تمكنت إيطاليا من التعافي من الأزمة ، لكن فرنسا كانت غير قادرة. شهد التحضر في أوروبا أن العديد من العمال الزراعيين الفرنسيين والإيطاليين يتركون الحرير يزرعون من أجل عمل أكثر ربحًا في المصانع. تم استيراد الحرير الخام من اليابان لملء الفراغ. بدأت الدول الآسيوية ، المصدرة سابقًا للمواد الخام (الشرانق والحرير الخام)، بالتدريج في تصدير المزيد والمزيد من الملابس الجاهزة.
خلال الحرب العالمية الثانية ، كانت إمدادات الحرير من اليابان مقطوعة ، لذلك أجبرت الدول الغربية على إيجاد بدائل. تم استخدام الألياف الاصطناعية مثل النايلون في منتجات مثل المظلات والجوارب ، لتحل محل الحرير. حتى بعد الحرب ، لم يكن الحرير قادرًا على استعادة العديد من الأسواق المفقودة ، على الرغم من أنها ظلت منتجًا فخمًا مكلفًا. أصبحت اليابان بعد الحرب ، من خلال التحسينات في التكنولوجيا وسياسة السوق الحمائية ، المصدر الأول للحرير الخام في العالم ، وهو المنصب الذي احتفظت به حتى سبعينيات القرن الماضي. ساهم الارتفاع المستمر في أهمية الألياف الاصطناعية وتخفيف الاقتصاد الحمائي في تراجع صناعة الحرير في اليابان ، وبحلول عام 1975 لم تعد مصدراً صافياً للحرير.
بفضل إصلاحاتها الاقتصادية الأخيرة ، أصبحت جمهورية الصين الشعبية أكبر منتج للحرير في العالم. في عام 1996، أنتجت 58000 طن من الإنتاج العالمي البالغ 81000 طن ، تليها الهند بـ 13000 طن. أصبح الإنتاج الياباني هامشيًا ، إذ يبلغ 2500 طن فقط. بين عامي 1995 و 1997 انخفض إنتاج الحرير الصيني بنسبة 40 ٪ في محاولة لرفع الأسعار ، مما يذكرنا بالنقص السابق.
في ديسمبر 2006، أعلنت الجمعية العامة للأمم المتحدة أن عام 2009 هو السنة الدولية للألياف الطبيعية ، وذلك لرفع مستوى الحرير والألياف الطبيعية الأخرى.

## روابط خارجية
- متحف الصين الوطني للحرير ، هانغتشو ، الصين （中国 丝绸 博物馆） http://ar.chinasilkmuseum.com/
- « تربية دودة القز في آسيا: أمس واليوم وغداً »، شبكة آسيا والمحيط الهادئ